# Thecla atys
Thecla atys är en fjärilsart som beskrevs av Pieter Cramer 1782. Thecla atys ingår i släktet Thecla och familjen juvelvingar. Inga underarter finns listade i Catalogue of Life.